# Меун-ле-Монтриё
Меу́н-ле-Монтриё (фр. Méounes-lès-Montrieux) — коммуна на юго-востоке Франции в регионе Прованс — Альпы — Лазурный берег, департамент Вар, округ Бриньоль, кантон Гареу.
Площадь коммуны — 40,92 км², население — 1762 человека (2006) с выраженной тенденцией к росту: 2051 человек (2012), плотность населения — 50,0 чел/км².

## Население
Население коммуны в 2011 году составляло — 2028 человек, а в 2012 году — 2051 человек.
| 1962 | 1968 | 1975 | 1982 | 1990 | 1999 | 2006 | 2008 | 2011 | 2012 |
| ---- | ---- | ---- | ---- | ---- | ---- | ---- | ---- | ---- | ---- |
| 550  | 585  | 632  | 928  | 1010 | 1246 | 1762 | 1910 | 2028 | 2051 |

Динамика населения:

## Экономика
В 2010 году из 1303 человек трудоспособного возраста (от 15 до 64 лет) 930 были экономически активными, 373 — неактивными (показатель активности 71,4 %, в 1999 году — 65,1 %). Из 930 активных трудоспособных жителей работали 831 человек (428 мужчин и 403 женщины), 99 числились безработными (51 мужчина и 48 женщин). Среди 373 трудоспособных неактивных граждан 92 были учениками либо студентами, 150 — пенсионерами, а ещё 131 — были неактивны в силу других причин.
На протяжении 2010 года в коммуне числилось 808 облагаемых налогом домохозяйств, в которых проживало 2066,5 человек. При этом медиана доходов составила 19 тысяч 237 евро на одного налогоплательщика.